# Радиационна химия
Радиационна химия е раздел на ядрената химия, който изучава химичното въздействие на радиацията върху веществата. Това е различно от радиохимията, тъй като не е нужно да има налична радиация във веществото, което се променя химически от радиацията. Пример за това е превръщането на вода във водород и диводороден пероксид.

## Взаимодействие на радиацията с веществата
Тъй като йонизиращата радиация преминава през материята, нейната енергия се отдавна чрез взаимодействия с електроните на поглъщащото вещество. Резултатът от взаимодействие между радиация и абсорбиращ материал е премахването на електрон от атом или молекулна връзка, за да се образуват радикали и възбудени разновидности. Радикалите след това продължават да реагират помежду си или с молекулите наоколо. Именно реакциите на радикалите са отговорни за промените, наблюдавани след облъчване на дадена химична система.
Заредените частици (α и β частици) взаимодействат чрез Кулонови сили със зарядите на електроните в абсорбиращата среда. Тези взаимодействия възникват постоянно по посока на пътя на излъчената частица, докато кинетичната енергия на частицата се изразходи. Незаредените частици (гама лъчи, рентгенови лъчи) претърпяват само по едно събитие на фотон, което изцяло изразходва енергията на фотона и води до изхвърлянето на електрон от атома. Електроните с достатъчно енергия продължават да взаимодействат с абсорбиращата среда подобно на β радиацията.
Важен фактор при разграничаването на различните видове радиация е линейният енергиен трансфер, който представлява скоростта, с която радиацията губи енергия с изминатото разстояние през абсорбиращата среда. Видовете с нисък линеен енергиен трансфер обикновено имат малка маса и са или фотони, или електрони с голяма маса (β частици, позитрони). Те взаимодействат нарядко по дължина на пътя си през абсорбиращата среда, което води до изолирани региони от реактивни радикални видове. Видовете с висок линеен енергиен трансфер обикновено имат по-голяма маса от един електрон, например α частици, и губят енергия бързо, което води до струпване на йонизиращи събития в близост едно до друго. Следователно, тежката частица изминава относително кратко разстояние от първоначалната си точка.